# 荸艾属
荸艾属（学名：Peplis）是千屈菜科下的一个属，为一年生、柔弱草本植物。该属共有3种，分布于北温带卑湿之地。